# Assemblée d'Albanie
31e législature (en)
Assemblée populaire d'Albanie
Édifice de l'Assemblée
L'Assemblée d'Albanie (en albanais : Kuvendi i Shqipërisë) est le parlement monocaméral de la république d'Albanie depuis le 29 avril 1991.

## Historique

### Les premiers parlements
C'est en 1912, avec l'indépendance de l'Albanie de l'Empire ottoman, qu'apparaît la première assemblée parlementaire du pays, l'Assemblée de Vlorë (en). Plusieurs institutions vont ensuite se succéder, l'Assemblée nationale (Kuvendi Kombëtar), le Conseil national (Keshili Kombëtar) et enfin le Parlement (Parlamenti).

### L'occupation italienne
En 1939, à la suite de l'invasion italienne de l'Albanie, le pouvoir législatif est exercé par le roi Victor-Emmanuel III d'Italie, en collaboration avec le Parti national fasciste et l'Assemblée constituante (Asamblea Kushtetues). Un semblant d'activité parlementaire est retrouvé entre 1943 et 1945 avec l'Assemblée nationale.

### Le régime communiste
Le 2 décembre 1945 se tiennent les élections de l'Assemblée constituante. Le Front démocratique d'Albanie (FDSh), créé de toutes pièces par le Parti communiste d'Albanie (PKSh) d'Enver Hoxha, remporte les 82 sièges de députés à pourvoir et proclame la République populaire d'Albanie. Le pouvoir législatif revient à l'Assemblée populaire (Kuvendi Popullor).
Dès lors, à chaque élection, le FDSh remporte 100,0 % des suffrages exprimés et la totalité des sièges. Avec la Constitution de 1976, le nombre de parlementaires est fixé à 250, alors qu'il évoluait jusqu'à présent en fonction de la population.

### Le retour au pluralisme
Après l'autorisation du multipartisme le 11 décembre 1990, des élections constituantes libres sont organisées le 31 mars 1991. Elles voient la nette victoire du Parti du travail d'Albanie (PPSh) sur le nouveau Parti démocrate d'Albanie (PDSh).
Une Constitution est proclamée quelques semaines plus tard, qui établit le nombre de députés à 140, et de nouvelles élections, organisées en mars 1992, donnent la majorité au PDSh. Ce dernier remporte le scrutin tenu en mai 1996, mais perd le pouvoir au profit du Parti socialiste d'Albanie (PSSh), successeur du PPSh, lors des élections anticipées de juin 1997.
En 1998, les députés approuvent une nouvelle Constitution.
Le PDSh et ses alliés retrouvent la majorité en juillet 2005 et la conservent en juin 2009. Aux élections de juin 2013, la coalition emmenée par les socialistes reprend la majorité au centre-droit.

## Système électoral

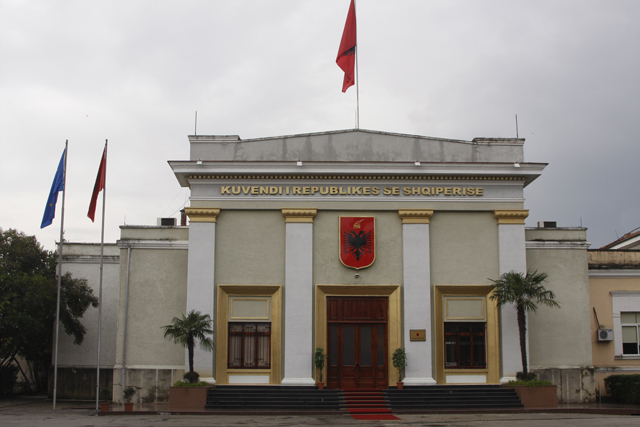
Le fronton de l'édifice de l'Assemblée.

L'Assemblée est composé de 140 sièges pourvus pour quatre ans au scrutin proportionnel plurinominal avec listes ouvertes et un seuil électoral de 1 % au niveau national. Les sièges sont répartis dans 12 circonscriptions correspondant aux préfectures du pays, à raison de 4 à 36 sièges par circonscription selon leur population. Après décompte des suffrages, les sièges sont attribués à chaque liste selon la méthode D'Hondt.
Les listes sont semi-ouvertes, avec la possibilité pour l'électeur d'effectuer un vote préférentiel pour un candidat de la liste choisie. Le système possède cependant la particularité de permettre aux partis de présenter des listes dont les candidats sont séparés en deux groupes. Tous voient leur place dans leur groupe déterminée par le nombre de votes préférentiels réunis en leur nom, mais ceux du premier groupe se voient attribuer les sièges en priorité, tandis que ceux du second groupe ne peuvent monter dans le premier que s'ils obtiennent au moins dix mille votes préférentiels. Ils remplacent alors les candidats du premier groupe ayant obtenu le moins de votes préférentiels, si ces derniers en ont obtenu moins. Le vote n'est pas obligatoire.
Les listes semi-ouvertes ont été introduites par une réforme de la loi électorale votée le 5 octobre 2020 par 96 voix contre 15, qui a également abaissé le seuil électoral, auparavant fixé à 3 % pour les partis politiques et à 5 % pour les coalitions.

### Sièges par préfecture
Le nombre de sièges par circonscription varie régulièrement en fonction de l'évolution de la population des préfectures.
| Préfecture  | Sièges | Préfecture | Sièges |
| ----------- | ------ | ---------- | ------ |
| Berat       | 7      | Korçë      | 11     |
| Dibër       | 5      | Kukës      | 3      |
| Durrës      | 14     | Lezhë      | 7      |
| Elbasan     | 14     | Shkodër    | 11     |
| Fier        | 16     | Tirana     | 36     |
| Gjirokastër | 4      | Vlorë      | 12     |

## Pouvoirs
L'article 1er de la Constitution albanaise du 28 novembre 1998 définit l'Albanie comme une République parlementaire. Le fonctionnement et les pouvoirs de l'Assemblée sont établis par la partie III du texte constitutionnel.
Il lui revient de voter la loi, proposée par le gouvernement, des députés, vingt mille électeurs, et de contrôler l'action de l'exécutif. En outre, les parlementaires sont chargés de l'élection, tous les cinq ans, du président de la République d'Albanie.

## Liste des présidents
| Nom                        | Début | Fin  |
| -------------------------- | ----- | ---- |
| Kastriot Islami            | 1991  | 1992 |
| Pjetër Arbnori             | 1992  | 1997 |
| Skënder Gjinushi           | 1997  | 2001 |
| Namik Dokle                | 2001  | 2002 |
| Servet Pëllumbi            | 2002  | 2005 |
| Jozefina Topalli           | 2005  | 2013 |
| Ilir Meta                  | 2013  | 2017 |
| Valentina Leskaj (intérim) | 2017  | 2017 |
| Gramoz Ruçi                | 2017  | 2021 |
| Lindita Nikolla            | 2021  | 2024 |
| Elisa Spiropali            | 2024  |      |